# 三瓦窑站
三瓦窑站位于成都市武侯区天仁北二街、金桂路和科华南路路口，是成都地铁7号线的地下岛式站台车站，于2017年12月6日启用，因老地名“三瓦窑”而得名。本站在建设期间曾使用工程名“科华南路站”，本站土建部分的施工方为中国中铁四局集团第一工程有限公司。

## 车站结构
三瓦窑站为地下两层岛式站台车站，长153米，标准段宽21.2米，外挂段宽37.2米，一般段挖深18.56米，最大挖深23.56米，建筑面积12995平方米。

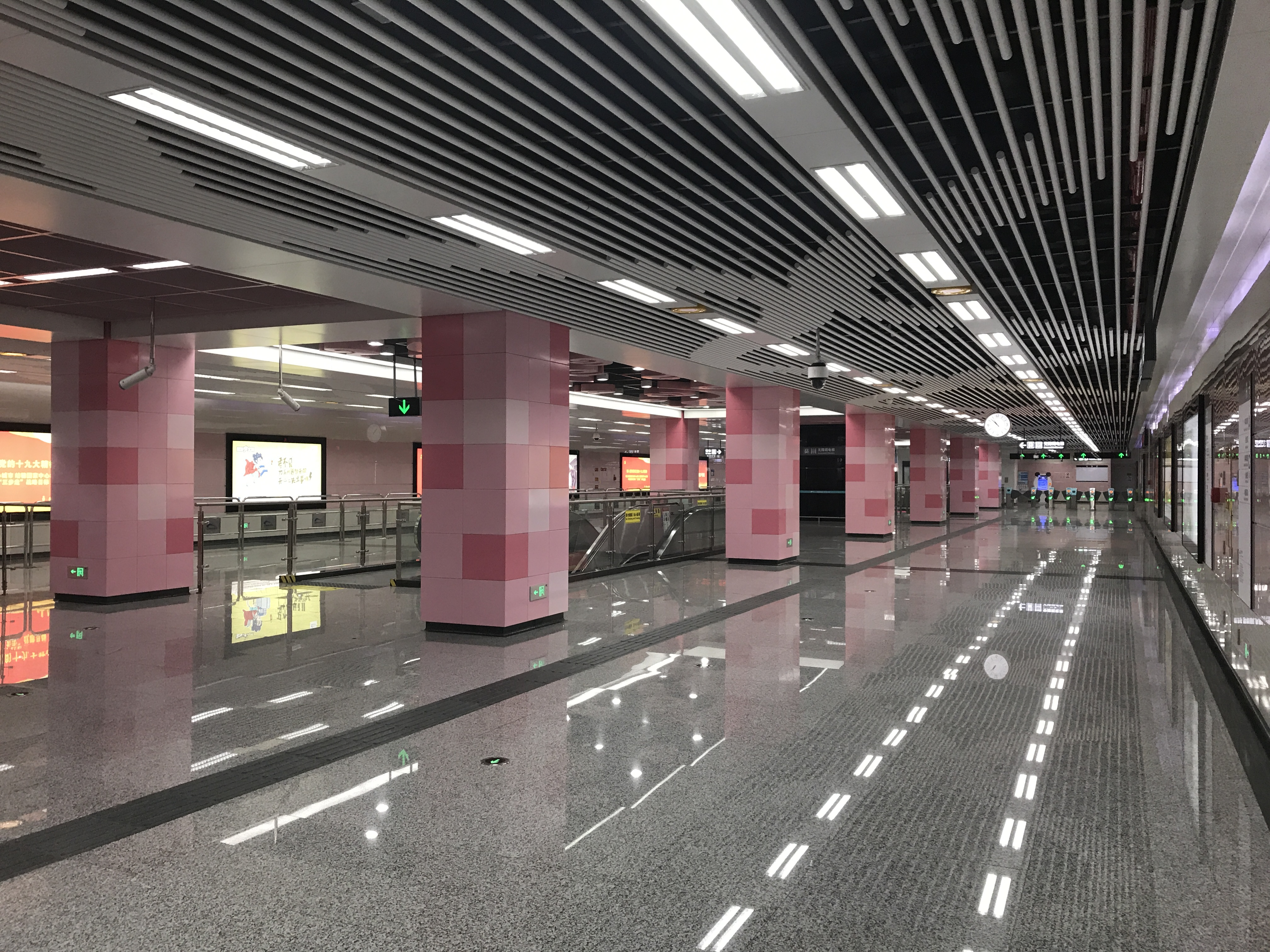
站厅层
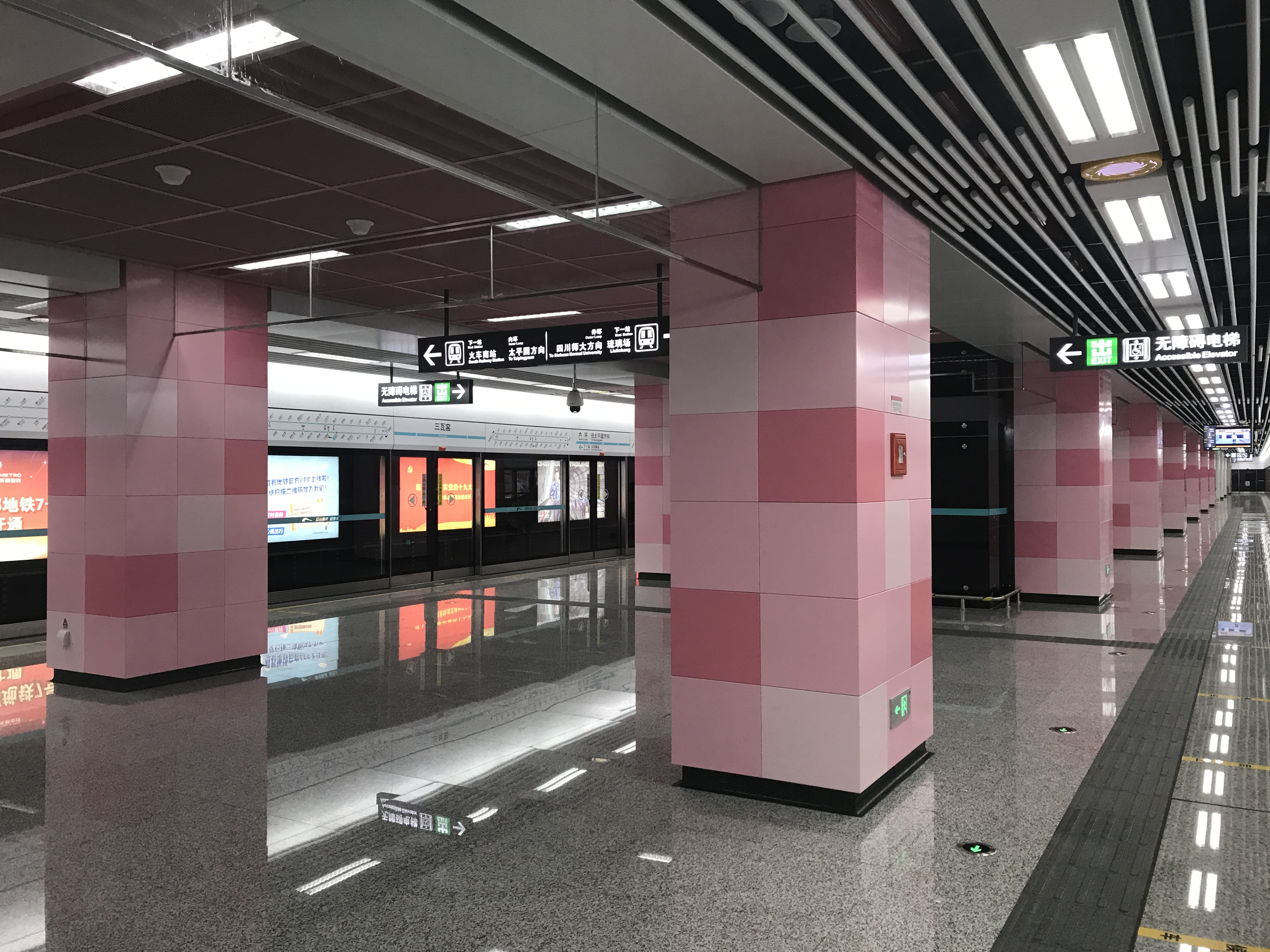
站台层

| 地面              | 0    | 出口A–C                                                                                         |
| 地下一层          | 站厅 | 自助购票 客服中心                                                                               |
| 地下二层          | 站台 | \| \| \| 7号线内环（火车南站） \| \| 島式 · 開左邊车门 \| \| \| \| \| \| 7号线外环（琉璃场） \| |
|                   |      | 7号线内环（火车南站）                                                                           |
| 島式 · 開左邊车门 |      |                                                                                                 |
|                   |      | 7号线外环（琉璃场）                                                                             |

- 站厅层
- 站台层

## 出入口
本站目前开放3个出入口。
|          |              |                                                              |      |
| 编号     | 设施         | 指示                                                         | 照片 |
|          |              | 金桂路、科华南路                                             |      |
| 出口 · B | 无障碍卫生间 | 科华南路、天仁北二街、天和东街、天仁路、成都七中初中天和学校 |      |
| 出口 · C | 无障碍电梯   | 科华南路、金桂路、桂溪西街                                   |      |

## 公交换乘
19路；49路；55路；99路；102路；120路；298路夜间专线；423路；817路；G51路；G52路；G53路；G54路；1050路

## 历史
- 2013年7月26日，车站开始打围施工[5][6]；
- 2014年12月24日，车站主体结构封顶[3]；
- 2017年12月6日，车站正式启用[1]。